# Szemilineáris leképezés
Egy szemilineáris leképezés a lineáris algebrában egy vektortér leképezése egy másik vektortérbe, aminek ugyanaz a skalárteste. A leképezés egy {\displaystyle \alpha } testautomorfizmus erejéig különbözik a lineáris leképezéstől. Általánosabban, ferdetestek fölötti balvektorterek közötti leképezéseket tekintenek, amelyek ferdetest-monomorfizmus erejéig különböznek egy lineáris leképezéstől.
Minden lineáris leképezés szemilineáris. Megfordítva, egy {\displaystyle K} test fölötti vektortér vagy balvektortér minden szemilineáris leképezése lineáris, ha a {\displaystyle K} test merev, azaz nincs az identitástól eltérő automorfizmusa. Ilyenek például a valós számok mellett a prímtestek, a valósan zárt testek és az euklideszi testek. Egy szemilineáris forma egy vektortér szemilineáris leképezése skalártestébe, mint egydimenziós vektortérbe; vagy általánosabban, egy balvektortér szemilineáris leképezése skalárferdetestébe.
Rögzített bázis esetén egy szemilineáris leképezés egyértelműen felbontható egy lineáris leképezés és egy összes koordinátára elvégzett testautomorfizmus egymásutánjára.
A szűkebb értelemben vett geometrián kívüli alkalmazásokban, mint például a szeszkvilineáris formáknál, a legfontosabb esetek a komplex terek közötti leképezések, az automorfizmus a komplex konjugálás. Projektív terekben a szemilineáris leképezés nem lehet lineáris.
A szintetikus geometriában minden szemilineáris leképezés egy egyenestartó leképezés (kollinearitás) homogén részének ábrázolása egy legalább kétdimenzisós, desargues-i, egyenesenként több, mint két ponttal bíró affin geometriában; illetve egy legalább kétdimenziós, desaruges-i projektív geometria  egy projektív geometriára vett leképezésének mátrixábrázolása, amennyiben mindkét tér rögzített koordináta-rendszerrel van ellátva.  Itt az {\displaystyle \alpha } morfizmus származhat a ferdetest-monomorfizmus definíciójából és ábrázolásából, tehát ferdetestek közötti injektív gyűrűhomomorfizmusból. A képtér lehet egy {\displaystyle L}-balvektortér egy bővebb {\displaystyle L} ferdetest fölött, és az értékkészlet egy {\displaystyle K} test fölött, ami izomorf egy {\displaystyle \alpha (K)<L} résztestével.
Egy legalább kétdimenziós, desargues-i, affin vagy projektív tér bijektív, szemilineáris önleképezései ebben az értelemben éppen ezeknek a tereknek a kollineációinak a mátrixábárolásai, eltekintve egy ferdetest-automorfizmustól.

## Definíció
Egy {\displaystyle K} (ferde)test fölötti {\displaystyle V} (bal)vektortér egy {\displaystyle f\colon V\longrightarrow W} leképezése egy szintén {\displaystyle K} fölötti {\displaystyle W} (bal)vektortérbe szemilineáris leképezés, ha létezik egy  {\displaystyle \alpha \in \mathrm {Aut} (K)} automorfizmus úgy, hogy teljesülnek a következők minden {\displaystyle x,y\in V} és {\displaystyle \lambda \in K}-ra: 
- Additivitás: {\displaystyle f(x+y)=f(x)+f(y)}, más szóval: {\displaystyle f} a {\displaystyle (V,+)} Abel-csoport csoporthomomorfizmusa.
- # {\displaystyle f(\lambda \cdot x)=\alpha (\lambda )\cdot f(x).}

## Ábrázolás
Legyen {\displaystyle K} ferdetest, és legyenek {\displaystyle V}, {\displaystyle W} {\displaystyle n}, illetve {\displaystyle m} dimenziós balvektortér {\displaystyle K} felett. Legyen {\displaystyle f\colon V\rightarrow W} szemilineáris leképezés. Ekkor {\displaystyle V} tetszőleges {\displaystyle B_{V}=(v_{1},v_{2},\ldots v_{n})} bázisa, és {\displaystyle W} tetszőleges {\displaystyle B_{W}=(w_{1},w_{2},\ldots w_{m})} bázisa esetén egyértelműen léteznek {\displaystyle n\times m}-es {\displaystyle A,B} mátrixok és egy {\displaystyle \alpha } ferdetest-automorfizmus úgy, hogy tetszőleges {\displaystyle {\overrightarrow {v}}\in V} koordinátavektorra a {\displaystyle B_{V}} bázisban
{\displaystyle {\overrightarrow {w}}=\alpha \left(A\cdot {\overrightarrow {v}}\right)} teljesül, és {\displaystyle {\overrightarrow {w}}=B\cdot \alpha ({\overrightarrow {v}}),}
ha a {\displaystyle {\overrightarrow {w}}=f({\overrightarrow {v}})\in W} képvektor a {\displaystyle B_{W}} bázisban ábrázolva. Az {\displaystyle A}, {\displaystyle B} mátrixokat egyértelműen meghatározzák a bázisok, illetve az {\displaystyle f}-hez való kapcsolatuk, azonban általában különböznek egymástól. Az {\displaystyle \alpha } automorfizmus mindkét ábrázolásban ugyanaz lehet, függetlenül a választott bázistól. Ezt az{\displaystyle f}-fel való kapcsolat határozza meg, amennyiben az {\displaystyle f(V)\neq \{0\}} képre vonatkozik. Lásd még: kollineáció.

## Példák, ellenpéldák
Legyenek {\displaystyle V,W} vektorterek a komplex számok fölött. Egy
{\displaystyle S\colon \;V\times W\to \mathbb {C} ,\quad (v,w)\mapsto S(v,w)=\langle v,w\rangle }
leképezés pontosan akkor szeszkvilineáris forma, ha a {\displaystyle w\mapsto S(v,w)} leképezések minden rögzített {\displaystyle v\in V} vektorra lineáris, és a {\displaystyle v\mapsto S(v,w)} leképezés minden rögzített {\displaystyle w\in V} vektorra szemilineáris, a komplex konjugálással mint automorfizmussal.
Legyen {\displaystyle K=\mathbb {Q} ({\sqrt {2}})}; ennek a testnek van egy
{\displaystyle \alpha \colon a+{\sqrt {2}}b\mapsto a-{\sqrt {2}}b;\;a,b\in \mathbb {Q} }
nemidentikus, involutorikus automorfizmusa, ami tetszőleges {\displaystyle n\times n}-es {\displaystyle A} mátrixszal szemilineáris leképezést indukál a {\displaystyle K^{n}} vektortérben annak standard bázisára vonatkozóan:
{\displaystyle f({\overrightarrow {v}})=A\cdot \alpha ({\overrightarrow {v}})}
Ha {\displaystyle A} reguláris, akkor ez a leképezés egy kollineációt ábrázol a {\displaystyle K^{n}} fölötti affin térben.
Egy Lenz-IV osztályú projektív transzlációsík kollineációja nem ábrázolható szemilineáris leképezéssel, mivel a sík nem koordinátázható ferdetesttel.
Egy antiunitér operátor szemilineáris leképezés egy komplex Hilbert-téren a komplex konjugációra vonatkozóan, melyet egy unitér operátor és egy koordinátánkénti komplex konjugálás ad ki. Alternatívan, az antiunitér operátorok jellemezhetők, mint szemilineáris szürjektív izometriák. A kvantummechanikában szimmetriák matematikai leírására használják őket, lásd Wigner tétele. Az időtükrözés egy példa egy efféle szimmetriára.

## A szemilineáris leképezések csoportja

### Általános szemilineáris csoport
Egy {\displaystyle K} test fölötti {\displaystyle V} vektortér invertálható szemilineáris leképezései csoportot alkotnak, az általános szemilineáris csoportot, melynek jelölése {\displaystyle \Gamma L(V)}. Kifejezhető szemidirekt szorzatként:
{\displaystyle \Gamma L(V)=GL(V)\rtimes \operatorname {Gal} (K/k)}
ahol {\displaystyle GL(V)} a vektortér általános lineáris csoportja és {\displaystyle \operatorname {Gal} (K/k)} {\displaystyle K} Galois-csoportja, mint egy  {\displaystyle k\subset K} prímtest bővítése. Ez utóbbi éppen {\displaystyle K} testautomorfizmus-csoportja, mivel a testautomorfizmusok a prímtestet fixen hagyják.

### Projektív szemilineáris csoport
Egy {\displaystyle K} test fölötti {\displaystyle V} vektortér projektív szemilineáris csoportja az
{\displaystyle P\Gamma L(V)=PGL(V)\rtimes \operatorname {Gal} (K/k)}
szemidirekt szorzat, ahol {\displaystyle PGL(V)} a vektortér projektív lineáris csoportja, {\displaystyle \operatorname {Gal} (K/k)} pedig
{\displaystyle K} testautomorfizmus-csoportja. Ez a csoport a {\displaystyle P(V)} projektív téren hat.

## Általánosítás
Általánosabban legyen {\displaystyle R} gyűrű, és klegyen {\displaystyle \sigma \colon R\to R} endomorfizmus. Ekkor egy  {\displaystyle f\colon V\to W} additív leképezés {\displaystyle \sigma }-szemilineáris, ha
{\displaystyle f(\lambda v)=\sigma (\lambda )\cdot f(v)}
minden {\displaystyle \lambda \in R} és {\displaystyle v\in V}-re.

## Fordítás
Ez a szócikk részben vagy egészben  a   Semilineare Abbildung című német Wikipédia-szócikk fordításán alapul.  Az eredeti cikk szerkesztőit annak laptörténete sorolja fel. Ez a jelzés csupán a megfogalmazás eredetét és a szerzői jogokat jelzi, nem szolgál a cikkben szereplő információk forrásmegjelöléseként.